# دراسات بيت المقدس
دراسات بيت المقدس  مشروع أكاديمي معرفي حضاري يهتم بدراسة إقليم بيت المقدس. أُسس في المملكة المتحدة عام 1994 من خلال مجمع البحوث الإسلامية (اسرا).
هذا الحقل الأكاديمي المعرفي الجديد هو فرع من المعرفة الإنسانية القائمة على منهجية الحقول المعرفية المتداخلة والمتعددة لدراسة هذا الإقليم المُقَدّس. يصدر عن هذا الحقل مجلة أكاديمية محكمة باللغتين العربية والإنجليزية «مجلة دراسات بيت المقدس» منذ عام 1997، ويعقد له «مؤتمر أكاديمي دولي سنوي» في بريطانيا منذ عام 1997. كما واستحدث لهذا الحقل المعرفي منصب «أستاذ كرسي لدراسات بيت المقدس» في بريطانيا عام 2001، وأسس له مركز بحوث «مركز دراسات بيت المقدس» في بريطانيا عام 2002، وأنشأ له برنامج تدريسي لمنح درجتي «الماجستير» و«الدكتوراة» في «دراسات بيت المقدس» من جامعة دندي، خامس أقدم جامعة بريطانية.

## الدراسات
معظم الدراسات المتوفرة عن بيت المقدس هي دراسات تركز على جانبها اليهودي أو المسيحي، مع قلة أو انعدام الدراسات الأكاديمية الرصينة عن بيت المقدس. فمعظم البحوث الأكاديمية الغربية والإسرائيلية اقتصرت على الدراسات التوراتية أو الاستشراقية التي تميل إلى التعامل مع الموضوع بطرق متعصبة، أو أقل ما يقال عنها إنها وجهات نظر خارجية متحيزة وينقصها التوازن، وليس من المتوقع أن تقدم لنا دراسات حقيقية وأمينة عن منطقة مقدسة لها مكانة بيت المقدس وأهميتها، حيث تتلاقى مطالب وادعاءات الديانات الثلاث والأطماع الدولية وتتصادم. كما أن البحوث والدراسات المتوفرة عن بيت المقدس التي تتناول وجهة النظر العربية والمسلمة الأكاديمية هي بحوث قليلة أو نادرة. ويمكن تقسيم الدراسات المتوفرة عن بيت المقدس إلى قسمين:

### دراسات استشراقية وإسرائيلية
فضمن محاولاتهم للتقليل من أهمية المصادر الإسلامية المتعلقة ببيت المقدس بعد التحرير الإسلامي الأول لها، أو للتقليل من أهميتها ومكانتها في الإسلام، تأتي دراسات بعض المستشرقين والأكاديميين الإسرائيليين بهدف إلغاء الحقائق وكتابة تاريخ بيت المقدس من وجهة نظر أحادية متعصبة. ويعود هذا في حقيقته إلى أسباب دينية وسياسية مرتبطة بمعركة المؤسسة السياسية الحاكمة في إسرائيل للسيطرة على بيت المقدس، ولاسيما من خلال إكساب دولتهم واحتلالهم لبيت المقدس شرعية تاريخية وأثرية.

### دراسات عربية ومسلمة
فعلى الرغم من أن بعض الباحثين العرب والمسلمين قد وضعوا بحوثاً قليلة في نواح متعددة عن بيت المقدس تتفاوت قيمتها من الناحية الأكاديمية، فلازلنا فقراء ومتأخرى ن في ميدان البحوث المتعلقة ببيت المقدس بالمعنى الأكاديمي للبحث. فمعظم الدراسات العربية والإسلامية عن بيت المقدس هي دراسات عاطفية تنقصها المنهجية في البحث والتمحيص. فمعظم الباحثين قد توقفوا عن تطبيق المنهج العلمي في بحوثهم، أو حتى تحري الدقة فيها، وذلك نظراً لما قد يلاقونه في البحث من مشقة وعناء، أو لأن بعضهم نهج طريق السرعة في دراسته، وفضل أسلوب النقل عن المرجع دون نقد وتحليل، إما لأن هذه هي طبيعته في تجنب بذل المجهود المطلوب في البحث، وإما لأنه مضطر أم متأثر بالواقع الاجتماعي والسياسي والاقتصادي الذي يعيشه الباحث أو المثقف العربي والمسلم – في الوطن العربي والمسلم بصفة عامة – والذي يكبله ويمنعه من إطلاق إمكاناته.

## إنشاء الحقل المعرفي
ولهذا تم تأسيس دراسات بيت المقدس كمشروع أكاديمي معرفي حضاري حول الأحلام إلى حقائق. تأسس عام 1994 في بريطانيا على يد المؤرخ العربي الفلسطيني البريطاني البروفيسور/ عبد الفتاح العويسي (المقدسي) ، ويعمل على تشكيل وتخريج نواة من المختصين الأكاديميين المحترفين على المستوى الدولي، وتطوير قدرات وكفاءات أكاديمية على مستوى عالٍ. تصدر له مجلة أكاديمية محكمة باللغتين العربية والإنجليزية «مجلة دراسات بيت المقدس» منذ عام 1997، ويعقد له «مؤتمر أكاديمي دولي سنوي» في بريطانيا منذ عام 1997 (تم عقد المؤتمر العاشر في 4 فبراير 2008). استحدث لهذا الحقل المعرفي منصب «أستاذ كرسي لدراسات بيت المقدس» في بريطانيا عام 2001، وأسس له مركز بحوث «مركز دراسات بيت المقدس» في معهد آل مكتوم  في بريطانيا عام 2002، وأنشأ له برنامج تدريسي لمنح درجتي «الماجستير» و«الدكتوراة» في «دراسات بيت المقدس» من جامعة أبردين العريقة خلال معهد آل مكتوم (الدراسة والبحث باللغة الإنجليزية فقط). كتب في موضوعاته عدداً من الأطروحات الأكاديمية باللغة الإنجليزية (10) رسائل دكتوراة، و (26) رسالة ماجستير. طبع في موضوعاته عدداً من الكتب الأكاديمية، يأتي في مقدمتها الكتاب الهام والمميز «تقديم بيت المقدس» للمؤرخ البريطاني العربي الفلسطيني البروفيسور/ عبد الفتاح العويسي (المقدسي) الذي كتبه بداية باللغة الإنجليزية ونشره الناشر الأكاديمي لمعهد آل مكتوم في بريطانيا عام 2005، ثم ترجم إلى اللغة العربية ونشره في القاهرة عام 2006 ودمشق 2008، وتُرجم – كذلك – إلى اللغة الفرنسية والماليزية.

## الطريق طويل
العرب والمسلمين على الرغم من حبهم للمسجد الأقصى ولبيت المقدس، فإن حبهم عاطفي تنقصه المنهجية في البحث والتمحيص وغير مبني على منظومة معرفية متكاملة. ولا توجد جامعة عربية أو مسلمة تدرس هذا الحقل المعرفي الذي يعرف في العالم الغربي بدراسات بيت المقدس Islamic Jerusalem Studies" والذي تمنح فيه درجتي الماجستير والدكتوراة من جامعة أبردين في المملكة المتحدة ، أو حتى تطرحه مساقاً يتيماً يدرس في الجامعات العربية والمسلمة لطلبة البكالوريوس على الرغم من نص بيان دندي الذي صدر في ختام الندوة الدولية الأولى للدراسات الإسلامية، التي نظمتها رابطة الجامعات الإسلامية ومعهد آل مكتوم للدراسات العربية والإسلامية في دندي في 18 مارس 2004م على أن "تعزز رابطة الجامعات الإسلامية بشكل عملي تطوير الحقل المعرفي الجديد ل "دراسات بيت المقدس" ليكون مساقاً إجبارياً في مناهج كل الجامعات الإسلامية".

## تعريف بيت المقدس
مصطلح بيت المقدس لا يدل فقط على المدينة القديمة أو المسجد الأقصى بل إقليم شاسع يمتد ليغطي مساحة شاسعة تضم عدد من المدن والقرى.

## وصلات خارجية
- مجمع البحوث الإسلامية (اسرا)
- مركز دراسات بيت المقدس نسخة محفوظة 5 أغسطس 2007 على موقع واي باك مشين.
- مؤسسة فلسطين للثقافة
- إسلام اون لاين
- مجلة
- مجلة دراسات بيت المقدس